# La Porcherie
La Porcherie (La Porcharia en occitan) est une commune française située dans le département de la Haute-Vienne en région Nouvelle-Aquitaine.

## Géographie

### Localisation

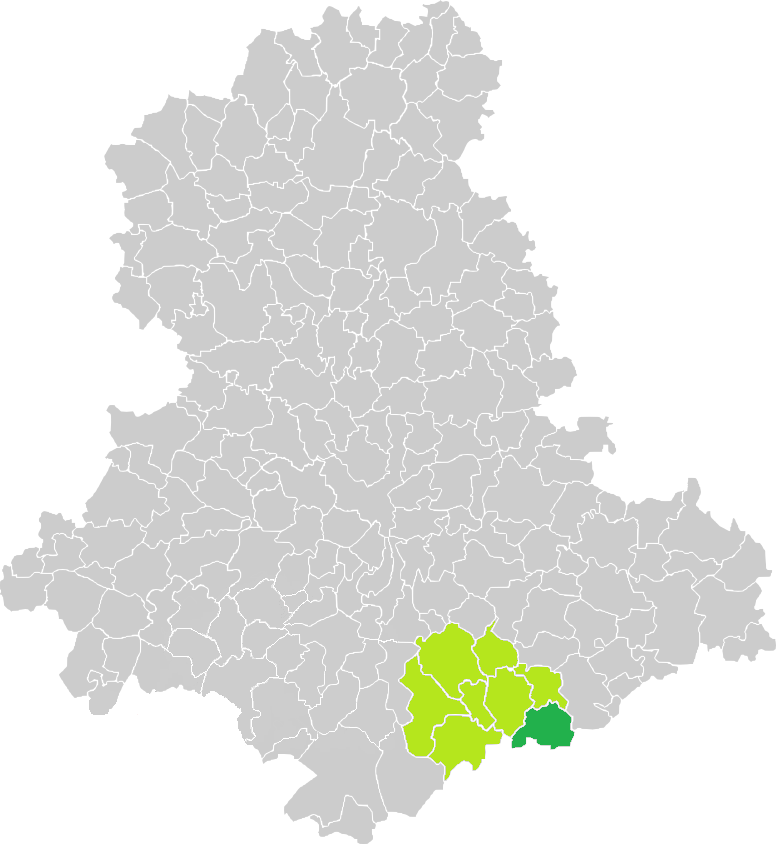
Situation de la commune de La Porcherie en Haute-Vienne.

La commune est limitrophe du département de la Corrèze. La grande ville la plus proche est Limoges, qui est située à 36 km au nord-ouest.

### Communes limitrophes
Les communes limitrophes sont  Benayes, La Croisille-sur-Briance, Lamongerie, Masseret, Meilhards, Saint-Germain-les-Belles et Saint-Vitte-sur-Briance.
|                          | Saint-Vitte-sur-Briance | La Croisille-sur-Briance |
| Saint-Germain-les-Belles | La Porcherie            | Meilhards (Corrèze)      |
| Benayes (Corrèze)        | Masseret (Corrèze)      | Lamongerie (Corrèze)     |

### Hydrographie
Le territoire communal est arrosé par la Briance et le ruisseau des Forges.

### Climat
Pour des articles plus généraux, voir Climat de la Nouvelle-Aquitaine et Climat de la Haute-Vienne.
Historiquement, la commune est exposée à un climat océanique limousin.  
En 2020, Météo-France publie une typologie des climats de la France métropolitaine dans laquelle la commune est dans une zone de transition entre le climat océanique altéré et le climat de montagne et est dans la région climatique  Ouest et nord-ouest du Massif Central, caractérisée par une pluviométrie annuelle de 900 à 1 500 mm, maximale en automne et en hiver.
Pour la période 1971-2000, la température annuelle moyenne est de 10,8 °C, avec une amplitude thermique annuelle de 14,6 °C. Le cumul annuel moyen de précipitations est de 1 200 mm, avec 13,1 jours de précipitations en janvier et 8,1 jours en juillet. Pour la période 1991-2020, la température moyenne annuelle observée sur la station météorologique la plus proche, située sur la commune de Saint-Germain-les-Belles à 5,36 km à vol d'oiseau, est de 0,0 °C et le cumul annuel moyen de précipitations est de 0,0 mm,. Pour l'avenir, les paramètres climatiques de la commune estimés pour 2050 selon différents scénarios d'émission de gaz à effet de serre sont consultables sur un site dédié publié par Météo-France en novembre 2022.

## Urbanisme

### Typologie
Au 1er janvier 2024, La Porcherie est catégorisée commune rurale à habitat très dispersé, selon la nouvelle grille communale de densité à sept niveaux définie par l'Insee en 2022.
Elle est située hors unité urbaine. Par ailleurs la commune fait partie de l'aire d'attraction de Limoges, dont elle est une commune de la couronne,. Cette aire, qui regroupe 127 communes, est catégorisée dans les aires de 200 000 à moins de 700 000 habitants,.

### Occupation des sols
L'occupation des sols de la commune, telle qu'elle ressort de la base de données européenne d’occupation biophysique des sols Corine Land Cover (CLC), est marquée par l'importance des territoires agricoles (75,6 % en 2018), une proportion sensiblement équivalente à celle de 1990 (76,2 %). La répartition détaillée en 2018 est la suivante : 
prairies (64,5 %), forêts (21,8 %), zones agricoles hétérogènes (11,1 %), zones urbanisées (1,8 %), milieux à végétation arbustive et/ou herbacée (0,8 %). L'évolution de l’occupation des sols de la commune et de ses infrastructures peut être observée sur les différentes représentations cartographiques du territoire : la carte de Cassini (XVIIIe siècle), la carte d'état-major (1820-1866) et les cartes ou photos aériennes de l'IGN pour la période actuelle (1950 à aujourd'hui).

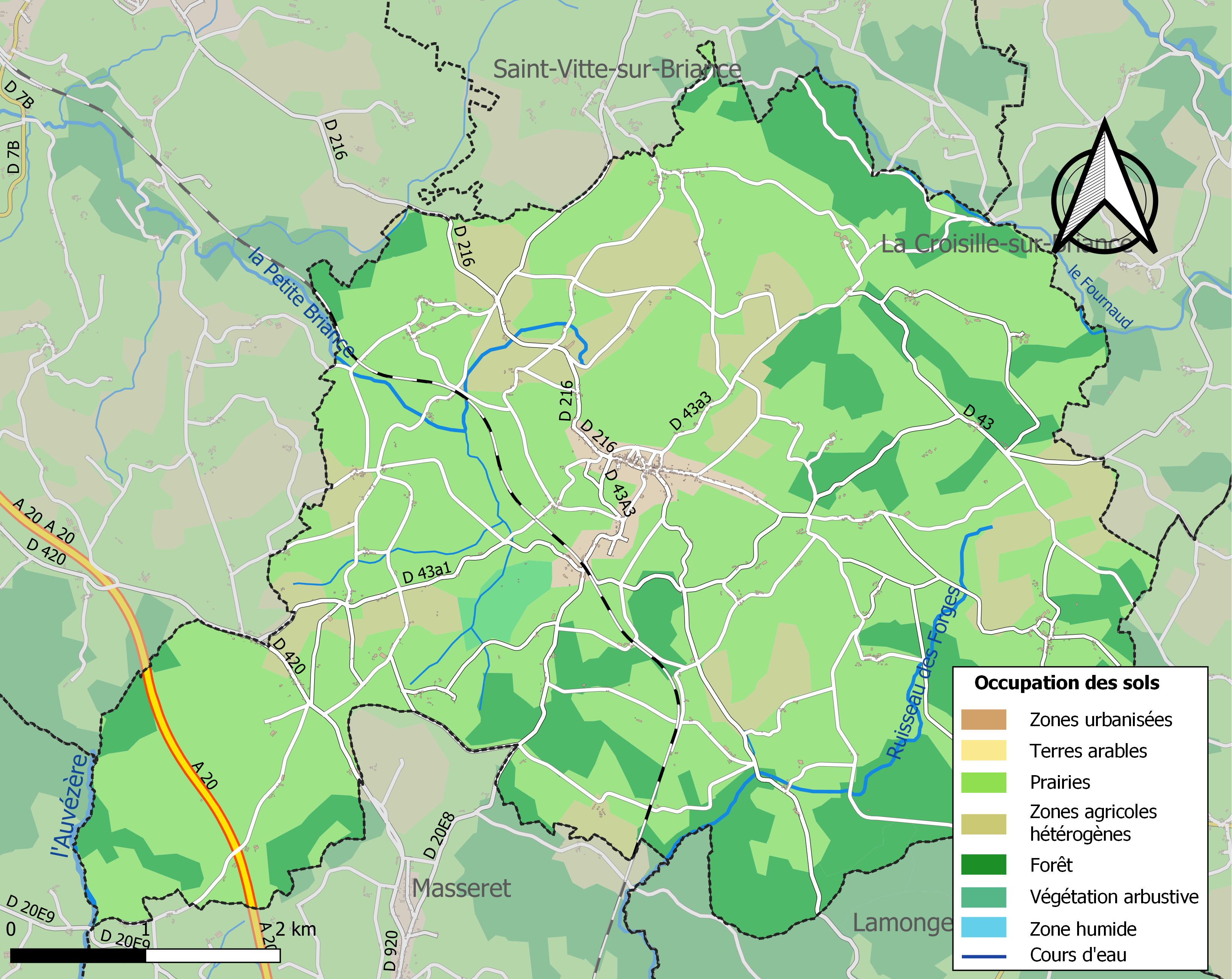
Carte des infrastructures et de l'occupation des sols de la commune en 2018 (CLC).

### Risques majeurs
Le territoire de la commune de La Porcherie est vulnérable à différents aléas naturels : météorologiques (tempête, orage, neige, grand froid, canicule ou sécheresse) et séisme (sismicité très faible). Il est également exposé à un risque particulier : le risque de radon. Un site publié par le BRGM permet d'évaluer simplement et rapidement les risques d'un bien localisé soit par son adresse soit par le numéro de sa parcelle.

#### Risques naturels

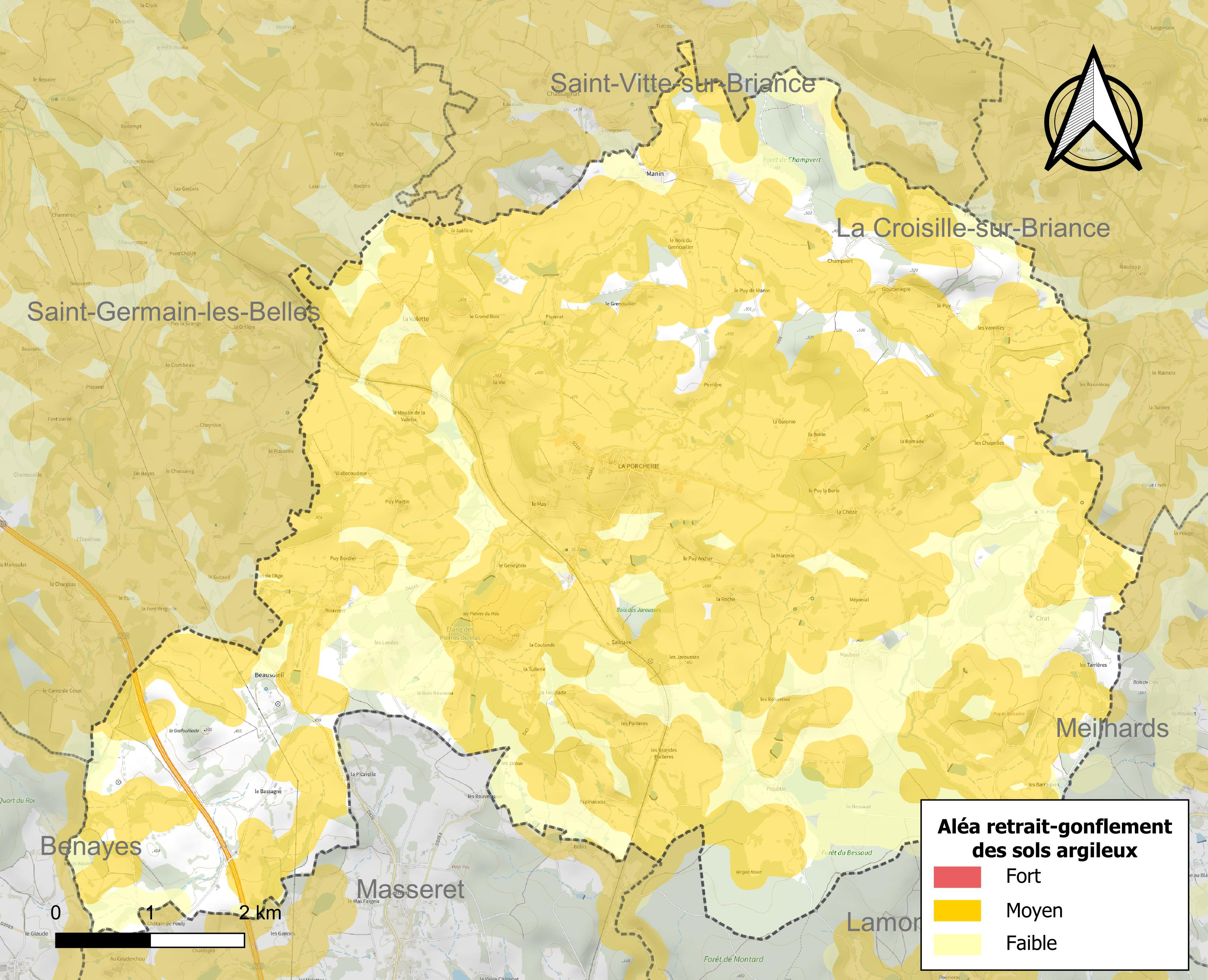
Carte des zones d'aléa retrait-gonflement des sols argileux de La Porcherie.

Le retrait-gonflement des sols argileux est susceptible d'engendrer des dommages importants aux bâtiments en cas d’alternance de périodes de sécheresse et de pluie. 69,3 % de la superficie communale est en aléa moyen ou fort (27 % au niveau départemental et 48,5 % au niveau national métropolitain). Depuis le 1er octobre 2020, en application de la loi ÉLAN, différentes contraintes s'imposent aux vendeurs, maîtres d'ouvrages ou constructeurs de biens situés dans une zone classée en aléa moyen ou fort,.
La commune a été reconnue en état de catastrophe naturelle au titre des dommages causés par les inondations et coulées de boue survenues en 1982 et 1999 et par des mouvements de terrain en 1999.

#### Risque particulier
Dans plusieurs parties du territoire national, le radon, accumulé dans certains logements ou autres locaux, peut constituer une source significative d’exposition de la population aux rayonnements ionisants. Selon la classification de 2018, la commune de La Porcherie est classée en zone 3, à savoir zone à potentiel radon significatif.

## Toponymie
Le nom de « La Porcherie » vient très probablement du nom de la famille seigneuriale occupant la région au tournant de l'an Mil. En effet, cette famille, dont le nom a été conservée par les textes, s'appelait La Porcharia.

## Histoire
Le territoire a été occupé et exploité bien avant l'ère chrétienne. En témoigne : 
- un certain nombre de noms de lieux d'origine gauloise : la petite Briance, les Ganettes, le Suquet ;
- l'existence de multiples Crosas qui ont été creusés pour exploiter les affleurements de filons rocheux aurifères. Beaucoup de ces excavations repérées pas les spécialistes (plus de 80) sont aujourd'hui comblées, certains restent visibles au Bessaud, à Perrières, près du Grand Bois ;
- des "planches" permettant de franchir un ruisseau, dont celle qui, au nord de La Valette traversait un affluent de la petite Briance ;
- des mégalithes, dont le dolmen du Raineix aux confins de la commune, ou celui du bois de La chèze.

À partir du Ve siècle av. J.-C., les Gaulois Lémovices exploitèrent une dizaine de mines d'or dans le nord de la commune actuelle. Une nécropole tumulaire du Premier Âge du Fer et un village peuplé de mineurs ont aussi été détectés au milieu du secteur minier. Ces mines se situent au sein du district minier de Saint-Yrieix-la-Perche. L’exploitation de ces mines a été arrêtée après la conquête romaine. Au Moyen-Âge, la famille de La Porcharia s'installe au niveau du Puy Archer et construit une motte castrale. Celle-ci sera rasée au XIIIe siècle par le vicomte de Limoges. La ville sera probablement déplacée sur l'emplacement actuel du village.

## Politique et administration
| Période                                  | Période  | Identité          | Étiquette | Qualité   |
| ---------------------------------------- | -------- | ----------------- | --------- | --------- |
| Les données manquantes sont à compléter. |          |                   |           |           |
| 1892                                     | 1900     | Arsène d'Arsonval |           | Physicien |
| Les données manquantes sont à compléter. |          |                   |           |           |
| 1947                                     | 2008     | Albert Peyronnet  |           |           |
| 2008                                     | 2011     | Lionel Faugere    |           |           |
| 2011                                     | 2020     | Jean-Claude Parot |           |           |
| 2020                                     | En cours | Michel Mouret     |           |           |

Une élection partielle a lieu le 23 octobre 2011 : maire, Jean-Claude Parot ; 1er adjoint, Daniel Dally ; 2e adjoint, Daniel Farges ; 3e adjointe, Régine Hubert ; 4e adjointe, Chantal Vial.

## Démographie
L'évolution du nombre d'habitants est connue à travers les recensements de la population effectués dans la commune depuis 1793. Pour les communes de moins de 10 000 habitants, une enquête de recensement portant sur toute la population est réalisée tous les cinq ans, les populations de référence des années intermédiaires étant quant à elles estimées par interpolation ou extrapolation. Pour la commune, le premier recensement exhaustif entrant dans le cadre du nouveau dispositif a été réalisé en 2008.

En 2022, la commune comptait 518 habitants, en évolution de −0,96 % par rapport à 2016 (Haute-Vienne : −0,68 %, France hors Mayotte : +2,11 %).
| 1793  | 1800  | 1806  | 1821  | 1831  | 1836  | 1841  | 1846  | 1851  |
| ----- | ----- | ----- | ----- | ----- | ----- | ----- | ----- | ----- |
| 1 029 | 1 078 | 1 118 | 1 220 | 1 269 | 1 285 | 1 190 | 1 394 | 1 414 |

| 1856  | 1861  | 1866  | 1872  | 1876  | 1881  | 1886  | 1891  | 1896  |
| ----- | ----- | ----- | ----- | ----- | ----- | ----- | ----- | ----- |
| 1 314 | 1 271 | 1 279 | 1 224 | 1 262 | 1 334 | 1 421 | 1 691 | 1 492 |

| 1901  | 1906  | 1911  | 1921  | 1926  | 1931  | 1936  | 1946  | 1954  |
| ----- | ----- | ----- | ----- | ----- | ----- | ----- | ----- | ----- |
| 1 550 | 1 582 | 1 559 | 1 403 | 1 370 | 1 308 | 1 287 | 1 183 | 1 082 |

| 1962  | 1968 | 1975 | 1982 | 1990 | 1999 | 2006 | 2008 | 2013 |
| ----- | ---- | ---- | ---- | ---- | ---- | ---- | ---- | ---- |
| 1 027 | 931  | 777  | 693  | 608  | 619  | 606  | 602  | 538  |

| 2018 | 2022 | - | - | - | - | - | - | - |
| ---- | ---- | - | - | - | - | - | - | - |
| 504  | 518  | - | - | - | - | - | - | - |

## Culture locale et patrimoine

### Lieux et monuments

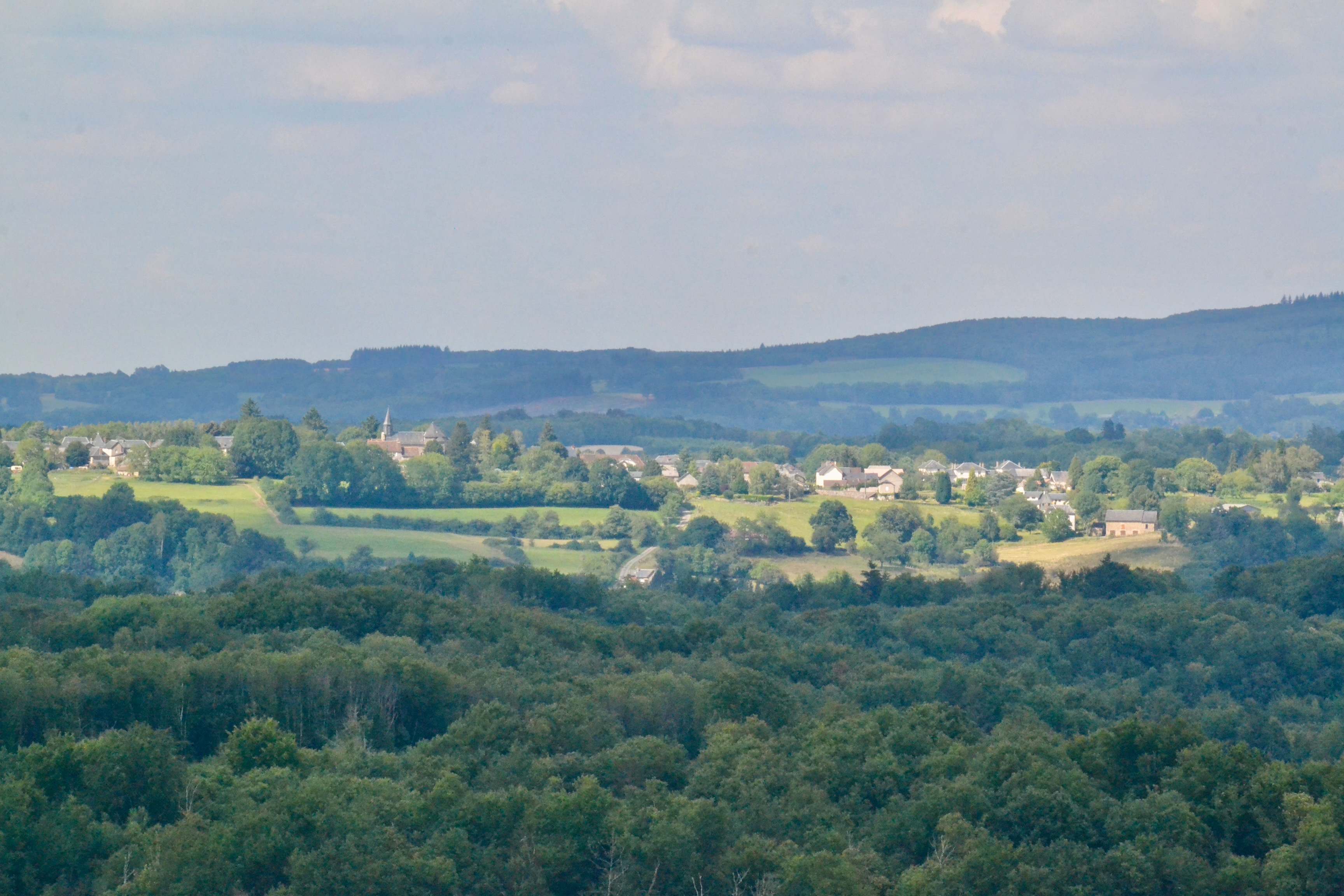
Vue sur le bourg depuis la tour de Masseret.

- Église Saint-Julien-et-Saint-Roch,  Inscrit MH (1980)[28] en secteur sauvegardé.
- Motte castrale et fossé de Puy Archer, dit Châteauvieux,  Inscrit MH (1993)[29]. Trois datations au radiocarbone permettent d'estimer la construction du tertre à la fin du Xe siècle. Le redressement d'une fouille du XIXe siècle a permis de mettre en évidence la méthode de construction de la motte, qui alterne lit de sables compactés et couches de pierres. Lors des fouilles fut découvert notamment plusieurs carreaux d'arbalètes des XIe – XIIe siècle rappelant la vocation militaire du site castral[30].
- Ancienne mine d'or de Champvert.
- Gare de La Porcherie.

### Personnalités liées à la commune
- Arsène d'Arsonval né à La Borie (lieu-dit de La Porcherie) en 1851, décédé en 1940 (on peut trouver son caveau à une centaine de mètres de sa propriété). Physicien, physiologiste et médecin français. Il a perfectionné le téléphone et le galvanomètre. Co-inventeur du vase d'Arsonval-Dewar (bouteille à double paroi).

### Héraldique
| Blason de La Porcherie | Blason  | Parti: au 1er de sable au cochon d'argent, au 2e tranché d'azur et d'or à l'ombre d'étoile de huit rais contenant une croisette de gueules brochant; au franc-canton de gueules chargé de deux épées d'argent passées en sautoir et accostées des chiffres 15 et 90 d'argent. |
| Blason de La Porcherie | Détails | Le statut officiel du blason reste à déterminer. |

## Pour approfondir